# آمادئوس آی‌تی گروپ
آمادئوس آی‌تی گروپ (به اسپانیایی: Amadeus IT Group) شرکت اسپانیایی فعال در صنعت گردشگری است، که دفتر مرکزی آن در شهر مادرید قرار دارد.
گروه آمادئوس دارای شبکه گسترده‌ای از خطوط هوایی، هتل‌ها، تورهای گردشگری، شرکت‌های بیمه، آژانس‌های اجاره خودرو، شرکت‌های راه‌آهن، خطوط کشتی‌رانی و آژانس‌های مسافرتی را در بر می‌گیرد.
این شرکت در سال ۱۹۸۷ توسط شرکت‌های هواپیمایی ایر فرانس، لوفت‌هانزا و هواپیمایی ایبریا تأسیس شد. این سه شرکت هواپیمایی همچنان به‌عنوان سهامداران اصلی شرکت آمادئوس به‌شمار می‌آیند.